# Vodacom Championship
Het Vodacom Open - officieel het Vodacom Championship - was een golftoernooi in Zuid-Afrika, dat deel uitmaakte van de Sunshine Tour. Het toernooi werd in 2001 opgericht als The Tour Championship, dat in 2005 vernoemd werd tot Vodacom Tour Championship en uiteindelijk in 2007 vernoemd werd tot Vodacom Championship.
De winnaar van dit toernooi mocht meedoen aan het WGC - Bridgestone Invitational.

## Winnaars
| Jaar                      | Baan                      | Locatie               | Winnaar               | Score                 |                       |
| The Tour Championship     | The Tour Championship     | The Tour Championship | The Tour Championship | The Tour Championship | The Tour Championship |
| ------------------------- | ------------------------- | --------------------- | --------------------- | --------------------- | --------------------- |
| 2001                      | Leopard Creek Golf Club   | Malelane              | Darren Fichardt       | 270 (–14)             | [ 1 ]                 |
| 2002                      | Leopard Creek Golf Club   | Malelane              | Nicholas Lawrence     | 274 (–14)             | [ 2 ]                 |
| 2003                      | Leopard Creek Golf Club   | Malelane              | Hennie Otto           | 271 (–17)             | [ 3 ]                 |
| 2004                      | Leopard Creek Golf Club   | Malelane              | Andrew McLardy        | 273 (–15)             | [ 4 ]                 |
| Vodacom Tour Championship |                           |                       |                       |                       |                       |
| 2005                      | Country Club Johannesburg | Johannesburg          | Marc Cayeux           | 268 (–20)             | [ 5 ]                 |
| 2006                      | Pretoria Country Club     | Pretoria              | Charl Schwartzel      | 270 (–14)             | [ 6 ]                 |
| Vodacom Championship      |                           |                       |                       |                       |                       |
| 2007                      | Pretoria Country Club     | Pretoria              | Richard Sterne        | 274 (–14)PO           | [ 7 ]                 |
| 2008                      | Pretoria Country Club     | Pretoria              | James Kingston        | 271 (–17)             | [ 8 ]                 |
| 2009                      | Pretoria Country Club     | Pretoria              | Anders Hansen         | 270 (–18)             | [ 9 ]                 |
| 2010                      | Pretoria Country Club     | Pretoria              | Hennie Otto           | 260 (–28)             | [ 10 ]                |

### Play-offs
- In 2007 won Richard Sterne de play-off van Louis Oosthuizen.

Amatola Sun Classic · Atlantic Beach Classic · Bell's Player Championship · Bloemfontein Classic · Botswana Open · Bushveld Classic · Canon Classic · Coca-Cola Charity Championship · Cock of the North · Devonvale Classic · Emfuleni Classic · Eskom Power Cup · General Motors Open · Goldfields Powerade Classic · Goodyear Classic · Graceland Challenge · Highveld Classic · ICL International · Iscor Newcastle Classic · Kalahari Classic · Limpopo Classic · Lombard Tyres Classic · Mafunyane Trophy · Mercedes Benz Golf Challenge · Mount Edgecombe Trophy · Namibië Open · Namibia PGA Championship · Nashua Wild Coast Sun Challenge · Natal Open · Nelson Mandela Invitational · Northern Cape Classic · Observatory Classic · Palabora Classic · Parmalat Classic · Radio Algoa Challenge · Randfontein Classic · Rhodesian Masters · Riviera Resort Classic · Royal Swazi Sun Classic · Seekers Travel Pro-Am · South African Masters · South African Match Play Championship · South African Pro-Am Invitational · Spoornet Classic · Sun Coast Classic · Transvaal Open · Vodacom Golf Championship · Vodacom Open · Vodacom Players Championship · Vodacom Series · Vodacom Trophy · Western Cape Classic · Western Province Open